# Massacre em Krnjeuša

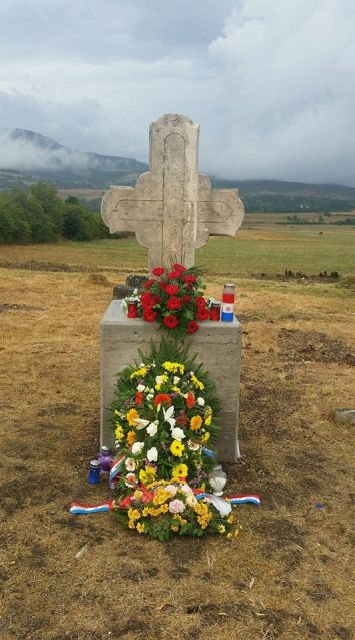
Memorial cruz em Krnjeuša

O massacre em Krnjeuša foi um massacre de civis cometido pelos Chetniks em 9-10 de agosto de 1941. Foi parte dos massacres no sudoeste da Bósnia Krajina e do leste da Lika que visavam à limpeza étnica da população croata e católica.
A paróquia Católica Romana de Krnjeuša, estabelecida como paróquia de Zelinovac em 1892, era uma paróquia da Diocese de Banja Luka que abrangia 10 assentamentos (Krnjeuša, lastve, Vranovina, Risovac, Vođenica, Vrtoče, Bjelaj, Teočak, Prkose e Cimeše), na área perto de Bosanski Petrovac, com em torno de 1300 crentes.
O massacre que começou em 9 de agosto de 1941 causou a destruição total da paróquia. A igreja, a casa paroquial e a maioria das casas da paróquia foram queimadas e demolidas. Até agora, a identidade de 240 civis mortos é conhecida, incluindo um padre da paróquia de 34 anos, Krešimir Barišić, que foi torturado e queimado vivo. Entre os mortos foram 49 crianças, menores de 12 anos.
Após o massacre, a população católica e croata desapareceu da área e as autoridades comunistas não permitiram o retorno da população exilada após a guerra.